# نوط 6 تشرين 1973
نوط 6 تشرين 1973 وسام عسكري عراقي منح للقوات العراقية التي شاركت في حرب 1973 ضد إسرائيل على الجبهتين المصرية والسورية، والتي اندلعت يوم 6 تشرين الأول 1973 الموافق للعاشر من رمضان 1393هـ.
النوط قرص دائري قطره 4 سم، يلف علم العراق على أطرافه، في الأسفل (1973)، يجلس على القرص مثلث متساوي الأضلاع طول ضلعه 4.4 سم ذو إطار أسود، في وسط المثلث عبارة (6 تشرين)، للدلالة على يوم بدء الحرب مع إسرائيل (6 / تشرين الأول / 1973).
طول الشريط 4.5 سم وعرضه 3.5 سم، ذو لونين أحمر من الجانبين وأصفر في الوسط.
الوزن 33 غم، المعدن نحاس مطلي بلون ذهبي. ضرب النوط في هجنن سويسرا.